# لامپ دیوی

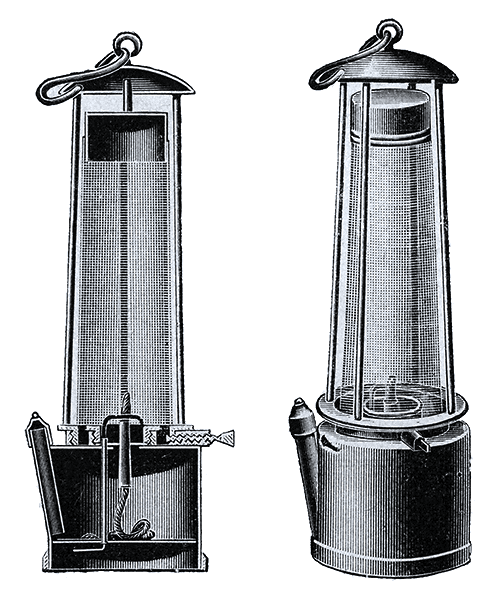
تصویری از لامپ دیوی

لامپ دیوی (انگلیسی: Davy lamp) نوعی چراغ ایمنی می‌باشد که برای استفاده در هوای قابل اشتعال در سال ۱۸۱۵م ساخته‌است و مخترع آن همفری دیوی نام دارد.